# 拉沙佩勒厄兰
拉沙佩勒厄兰（法語：La Chapelle-Heulin，法語發音：[la ʃapɛl ølɛ̃] ⓘ）是法国大西洋卢瓦尔省的一个市镇，位于该省东南部，属于南特区。

## 地理
拉沙佩勒厄兰（47°10'35"N, 1°20'26"W）面积13.47 平方千米，位于法国卢瓦尔河地区大区大西洋卢瓦尔省，该省份为法国西北部沿海省份，位于布列塔尼半岛东南部，北起伊勒-维莱讷省，西北接莫尔比昂省，西临大西洋，南至旺代省，东临曼恩-卢瓦尔省。
与拉沙佩勒厄兰接壤的市镇（或旧市镇、城区）包括：勒洛鲁博特罗、拉艾富阿西耶尔、上古莱讷、勒朗德罗、勒帕莱、瓦莱特。

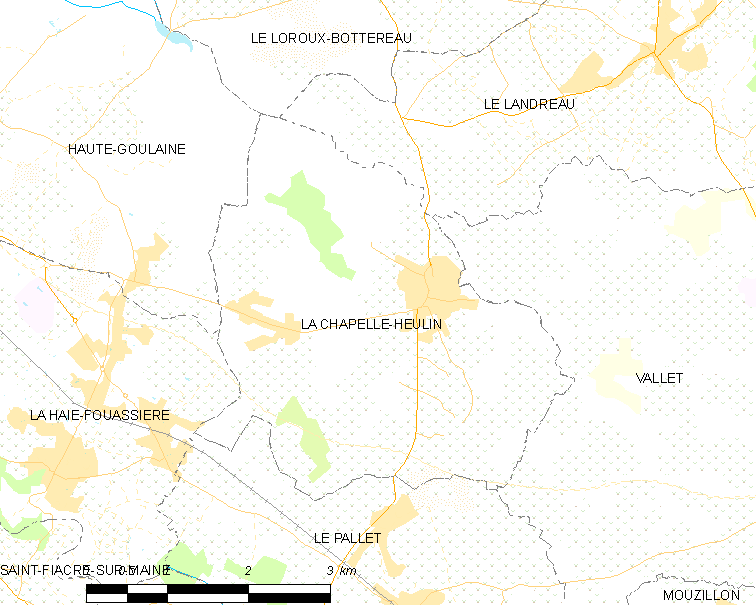
拉沙佩勒厄兰的OSM定位图

拉沙佩勒厄兰的时区为UTC+01:00、UTC+02:00（夏令时）。

## 行政
拉沙佩勒厄兰的邮政编码为44330，INSEE市镇编码为44032。

## 政治
拉沙佩勒厄兰所属的省级选区为瓦莱特县。

## 人口

1962-2008年间拉沙佩勒厄兰人口变化图示

拉沙佩勒厄兰于2022年1月1日时的人口数量为3443人。